# USS Voyager
USS Voyager je brod Intrepid klase, prilično malen i relativno slabo naoružan, no brz brod čija je osnovna namjena istraživanje. Pojavljuje se u Zvjezdanim stazama: Voyager.
Lansiran je 2371. godine pod zapovjedništvom kapetanice Kathryn Janeway. Konstruiran je u brodogradilištu Utopia Planetia, u orbiti Marsa. Mogao je doseći brzinu warp 9.975, te je imao bioneuralno računalno sklopovlje, mogućnost slijetanja na planete i 141 člana posade.

## Posada

### Časnici
- Zapovjedajući časnik - kapetanica Kathryn Janeway
- Prvi časnik  - natporučnik Chakotay
- Taktički časnik / zapovjednik osiguranja - natporučnik Tuvok
- Kormilar / medicinski asistent - poručnik Tom Paris
- Zapovjednica stroja - poručnica B'Elanna Torres
- Operacijski časnik - zastavnik Harry Kim

### Važni članovi posade
- Astrometrija - Sedma od Devet
- Glavni brodski liječnik - Doktor
- Kuhar, časnik za moral te diplomatski savjetnik - Neelix
- Asistentica u bolnici te botaničarka - Kes

### Preminuli
- prva časnica - Cavit (2371.)
- zamjenik zapovjednika stroja - Joe Carey (2377.)
- pilotkinja - Stadi (2371.)
- sve Voyagerovo medicinsko osoblje (2371.)

## Dizajn i tehničke karakteristike
Voyager ima 15 paluba, i teži 700.000 metričkih tona. Izgrađen je u brodogradilištu Utopia Planitia i lansiran sa Zemljine postaje McKinley.
Voyager je opremljen posebnim paketićima bioneurološkog gela koji su dizajnirani kako bi ubrzali procesiranje informacija. Brod također ima dva holodeka, te je bio prvi brod koji je imao klasu 9 warpa. Ima mogućnost slijetanja na planete.
Medicinski hologram za nuždu (eng. Emergency Medical Hologram - EMH) je dio Voyagera, s preko 5 milijuna različitih medicinskih postupaka. Hologram funkcionira pomoću holoemitera postavljenih u brodskoj bolnici. Međutim, EMHu je kasnije omogućeno slobodno se kretati, zahvaljujući mobilnom emiteru, tehnologiji iz 29. stoljeća.
Tijekom godina provedenih u Delta kvadrantu, posada unaprijedi Voyager s novom tehnologijom, pribavljenom ili krađom ili kupnjom, te čak i tehnologijom iz budućnosti. Tijekom boravka u Praznini, Voyager pribavi razna poboljšanja koja povećaju učinkovitost replikatora. Nakon susreta s Borgom, u skladišu se izgrade borgovske prostorije. Sedma od Devet i Harry Kim izgrade odjel za astrometriju. Posada dizajnira i izgradi Delta Flyer, pomoćnu letjelicu.

## Povijest
Voyagerov prvi zadatak bila je potjera za makijskim brodom u 'Pustinji' (eng. Badlands), misija na koju je krenuo s postaje Deep Space 9. No, zajedno s makijskim brodom prebačen je u 70.000 svjetlosnih godina udaljeno od Alfa kvadranta. Prebacilo ih je biće zvano Skrbnik (eng. Caretaker).
Zbog teških oštećenja njihovog originalnog broda, preživjeli Makiji premješteni su na Voyager kako bi počeli putovanje kući. Pri prebacivanju u Delta kvadrat poginulo je dosta članova Voyagerove posade, uključujući prvog časnika, zapovjednika stroja, kormilarke, te glavnog brodskog liječnika. Njihova mjesta preuzeli su redom Chakotay, B'Elanna Torres, Tom Paris, dok je u nedostatku adekvatnog osoblja brodski hologram preuzeo mjesto glavnog brodskog liječnika.

### Delta kvadrant
Prvih nekoliko dana u Delta kvadrantu, Voyager je sreo tri nove vrste, Talaksijance, Okampe i Kazon-Ogle. Talaksijanac Neelix i Okampa Kes postali su nakon Skrbnikove smrti članovi posade.
2373. Voyager se susreće s novim rasama; Vrstom 8472 i Borgom, koji su bili u ratu. Da bi došli u Alfa kvadrant, Voyager bi morao proći kroz borgovsko područje, koje je predstavljalo veliku opasnost. Kapetanica Janeway sklopila je savez s Borgom, te se odluči pomoći im u zamjenu za slobodan prolaz. Kolektiv je odlučio postaviti Sedmu od Devet kao posrednika. Sedma je nadogradila Voyager borgovskom tehnologijom. Nakon poraza Vrste 8472, Sedma je pokušala prekršiti dogovor i asimilirati Voyager, no Chakotay ju sprječava. Janeway je odlučila zadržati Sedmu na brodu, a Doktor joj je počeo uklanjati usatke.
U to vrijeme Kes je napustila brod, no prije odlaska iskoristila je svoje nove i još snažnije mentalne sposobnosti da potisne Voyager 9.500 svjetlosnih godina bliže Alfa kvadrantu.
Krajem 2375. Voyager se susreće s još jednim federacijskim brodom u Delta kvadrantu – USS Equinoxom. Posada broda je zanemarivala načela Federacije te sustavno počinjavala genocid ubijajući pripadnike tuđinske rase te ih koristila kao gorivo. Naposljetku su ta bića uništila brod, koji je eksplodirao nakon proboja jezgre, s kapetanom Ransomom za kormilom. Ostatak posade bio je teleportiran na Voyager.
2377. admiralica Janeway iz budućnosti (2404.) dolazi u pomoć Voyageru. Daje Voyageru novu tehnologiju, koja će im pomoći protiv Borga i omogućiti putovanje kroz borgovski transwarp koncentrator. Nakon što je posada pronašla način kako uništiti koncentrator, Voyager je krenuo prema jednom transwarp tunelu, dok se admiralica Janeway infiltrilara u Unimatricu 01, nakon čega ju je asimilirala Borg kraljica. Međutim, admiralica Janeway je prije toga ubrizgala u sebe malu dozu neurolitičkog patogena. Patogen se asimilacijom proširio po cijelom Kolektivu. Nakon izlaska iz transwarp tunela u Alfa kvadrant, Flota federacijskih brodova koja se okupila nakon očitavanja tragova borgovske energije dočekala je Voyager i ispratila ga kući.

### Komunikacija s Alfa kvadrantom
Voyager je izgubio kontakt s Flotom zvjezdanog nadnevka 48307.5 te je Flota smatrala Voyager uništenim. No 2374. putem hirogenske relejne stanice Doktor biva prebačen u Alfa kvadrant, na USS Prometheus. Flota je doznala da je posada još uvijek živa, iako tisućama svjetlosnih godina daleko od doma.
Nakon saznanja o sudbini Voyagera, Flota pokreće projekt Pathfinder. Glavna zadaća projekta bila je pomoći Voyageru na povratku kući i uspostava komunikacije. Projekt bio je pod zapovjedništvom Petera Harkinsa i pod nadzorom admirala Owena Parisa.  Najzaslužniji za zadatak uspostave komunikacije s Voyagerom bio je poručnik Reginald Barclay.
2376. prvi kontakt između Flote i Voyagera napokon je ostvaren pomoću mreže MIDAS. Iako je vrijeme slanja podataka bilo znatno ograničeno, Flota je mogla slati taktičke podatke Voyageru, a posada je mogla slati privatna pisma rođacima.
Pri kraju 2377. uspostavljena je prva komunikacija sa Zvjezdanom flotom "u realnom vremenu".

## Putovanje
Na početku Voyager je bio oko 70.000 svjetlosnih godina udaljeno od Zemlje, što znači oko 75 godina trajno izdrživim maksimalnim warpom (Warp 9.6). Međutim, razni događaji su skratili to putovanje na sedam godina:
- 2374. - Kes koristi svoje nove mentalne sposobnosti da potisne Voyager 9.500 svjetlosnih godina bliže Zemlji, čime ih je i izbacila iz borgovskog dijela svemira i približila kući 10 godina.
- 2374. - Koristeći novi dio Voyagera, astrometriju Harry Kim i Sedma od Devet smisle novi put kući, koji im skrati put za pet godina.
- 2374. - Tehnologija kvantno-mlaznog pogona dovede Voyager 300 svjetlosnih godina bliže Zemlji.
- 2375. - U području svemira pod imenom Praznina (eng. The Void), Voyager otkriva crvotočinu, koja ga dovodi 2.000 svjetlosnih godina bliže kući.
- 2375. - Voyager pokušava još jednom koristiti kvantno-mlazni pogon. Brod prijeđe 10.000 svjetlosnih godina prije nego što kvantno-mlazni pogon otkaže.
- 2375. - Voyagerova posada provali u borgovsku kuglu i ukrade transwarp zavojnicu. Zavojnica pomaže brodu da prijeđe 20.000 svjetlosnih godina.
- 2376. - Voyager koristi vadvarske potprostorne tunele i skrati put kući za još 200 svjetlosnih godina.
- 2376. - Posada koristi potprostorni katapult kojeg je dizajnirao tuđinac Tash, te stigne 600 svjetlosnih godina bliže Zemlji.
- 2377. - Pošto je Janeway pomogla Qu u odgoju sina, on joj daje podatke o kraćem putu do Alfa kvadranta.
- 2378. - Voyager završi putovanje koristeći borgovsku transwarp mrežu.

## Vanjske poveznice
- Voyager na Startrek.com  Arhivirana inačica izvorne stranice od 8. srpnja 2010. (Wayback Machine)
- Voyager na Memory Alpha